# 蛇肉

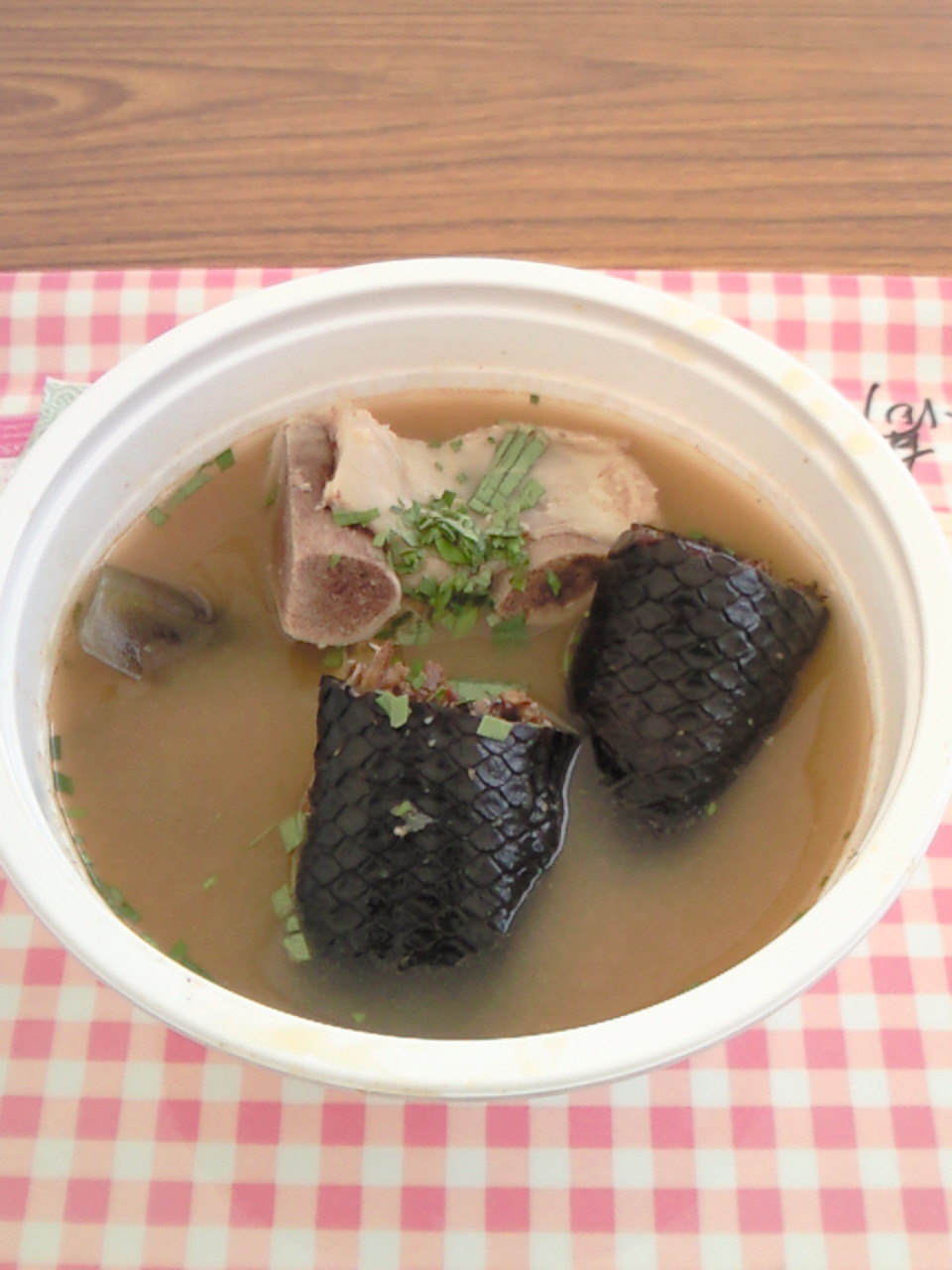
琉球菜伊拉布蛇湯（イラブー汁）

蛇肉，是主要流行于中国华南、墨西哥、美国、琉球及東南亞等地的一种肉类。第二次世界大戰，日軍與英澳軍在印尼叢林爭戰激烈，吃蛇肉飲蛇酒成日軍嗜好，中国是世界上最大的蛇肉消费国，每年消费的蛇肉超过一万吨，因蛇常为野生捕获，为此许多珍稀蛇类濒临灭绝。这种食用习惯常受到动物保护组织的谴责。

## 華人地區
广东人自古就吃蛇肉和使用蛇皮，並相信蛇肉有食療功效。蛇肉经常被做成蛇羹、或煮、烤后食用。設計出各種蛇宴，有五蛇龍鳳會、龍王夜宴、龍吟虎嘯、龍鳳始祥等。
香港仍有不少市民，在秋冬時節到蛇肉食肆進食蛇羹或飲用蛇湯進補的習慣。
台灣也有吃蛇肉的習俗，台北市的華西街夜市曾有許多現場宰蛇的店，但現已式微。

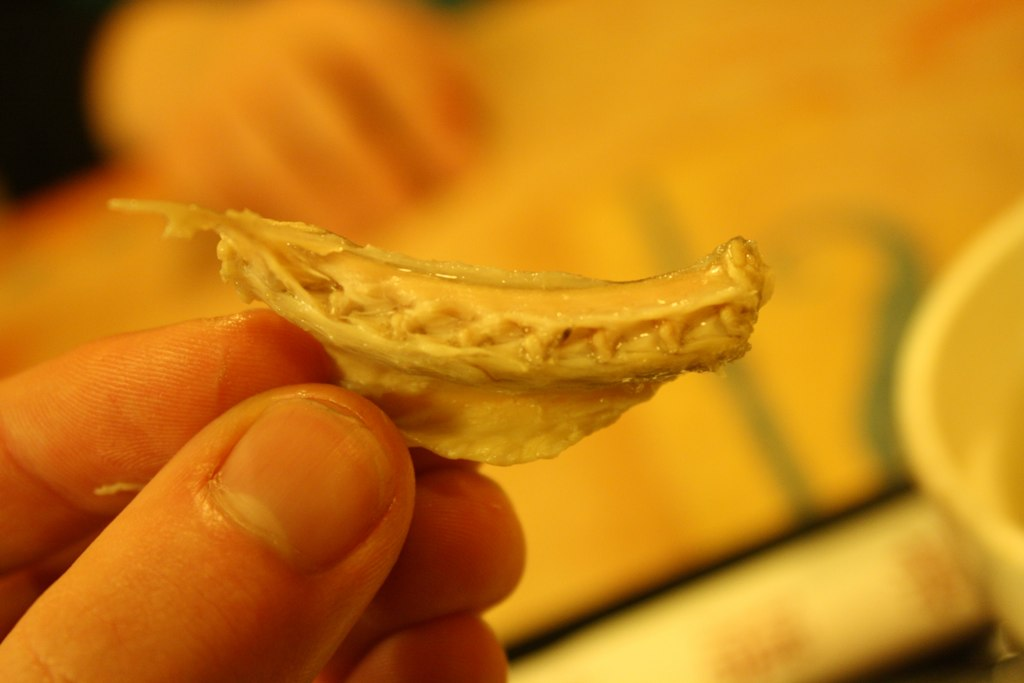
台北一間餐廳的蛇肉
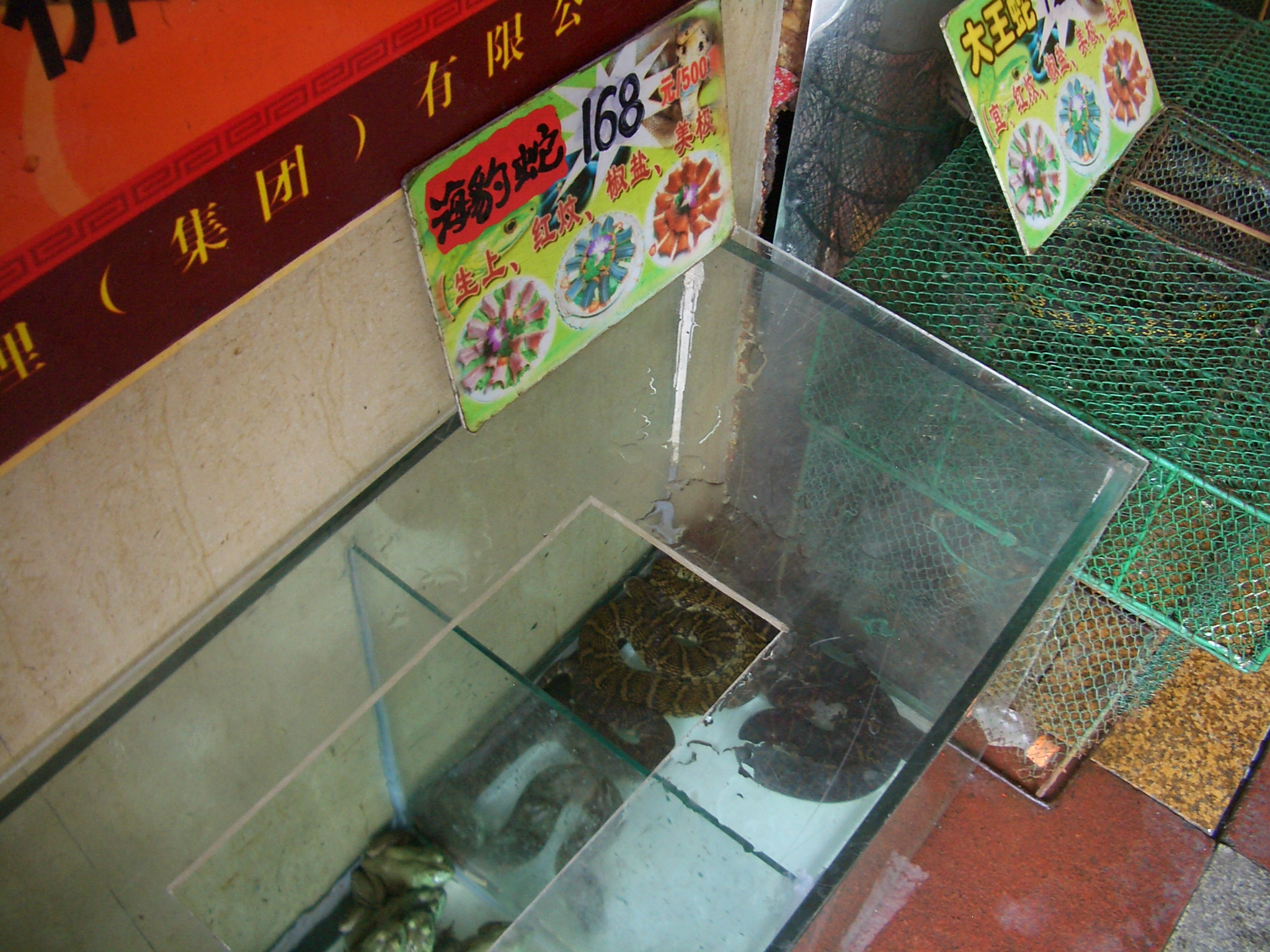
展示於廣州一間餐廳外的活蛇（海豹蛇，疑似為水蛇屬）
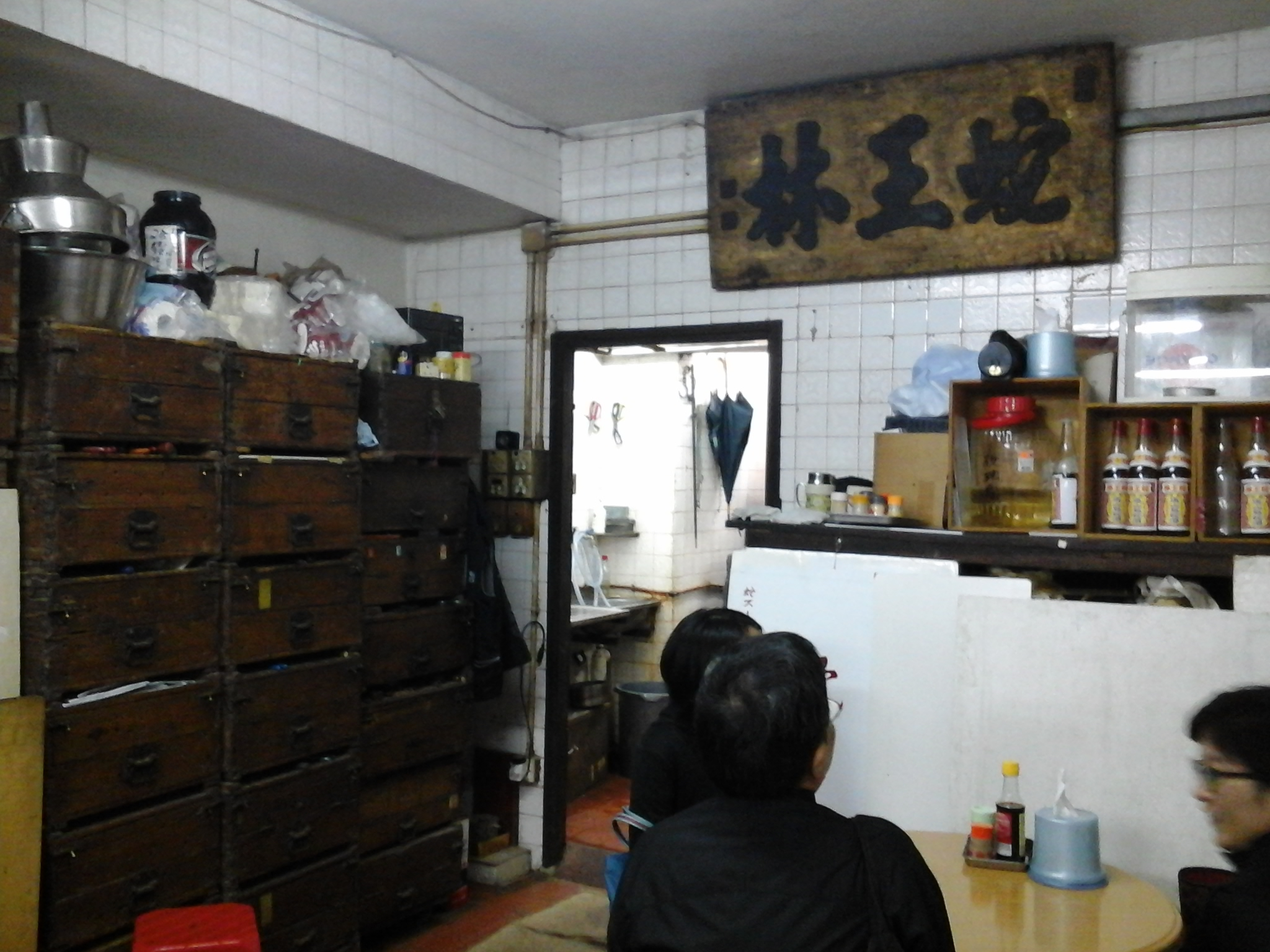
香港上環一間蛇肉餐廳，其中相片左方的木櫃傳統上用作放置毒蛇
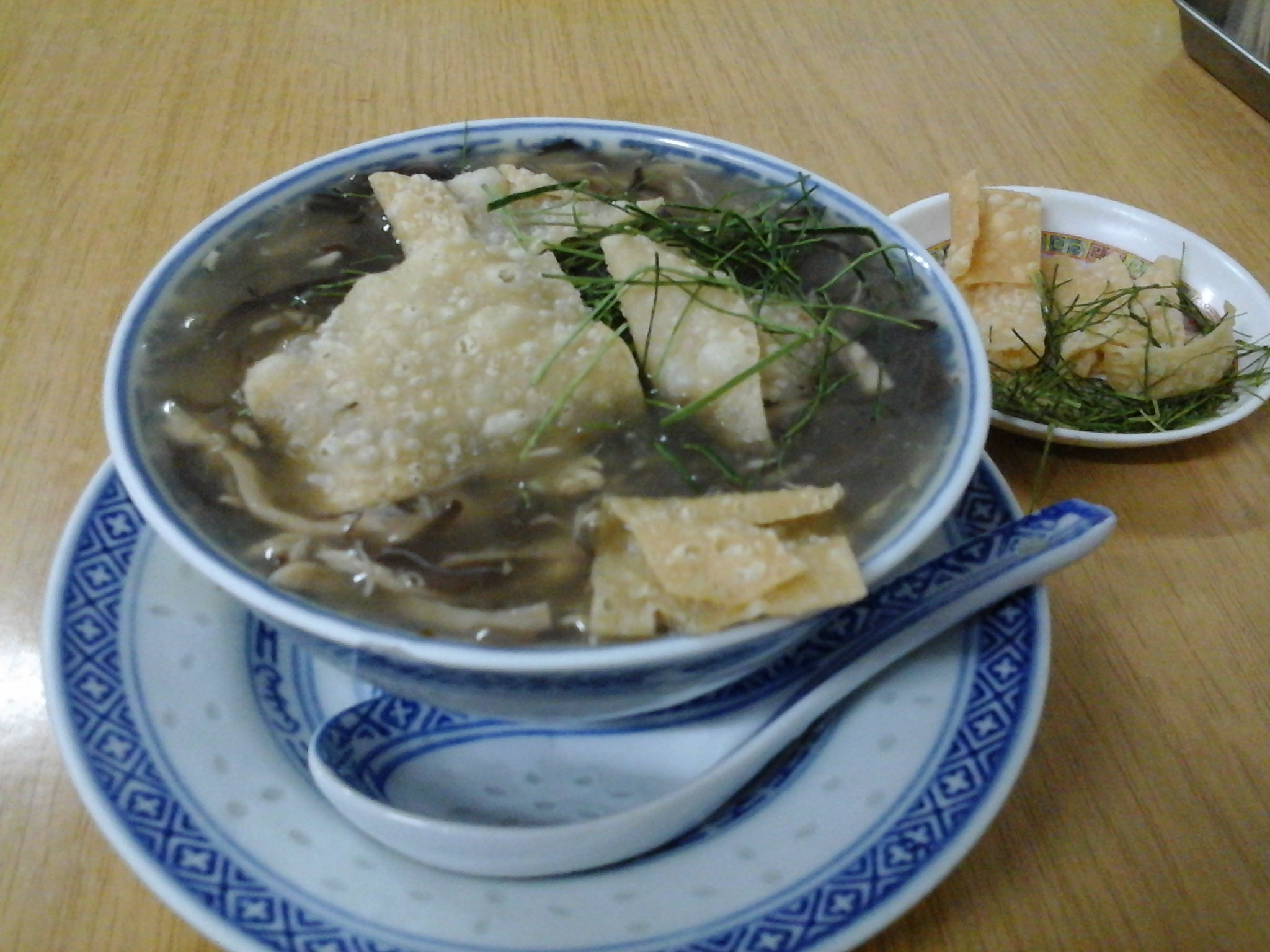
伴有檸檬葉絲和薄脆的蛇羹

## 琉球
蛇肉是琉球料理常用食材之一。在沖繩和奄美地區，半环扁尾海蛇被稱為伊拉布，長期以來一直被捕獲作為食物，並被視為琉球美食中的珍貴食材。當地人會用蛇肉來做菜，亦會將蛇肉煙熏或製成蛇乾作保存。琉球菜伊拉布湯就是把熏蛇肉或蛇乾用文火熬成高湯，並加入蛇肉、島豆腐（也稱沖繩豆腐）、豬肉和海帶。傳統上伊拉布湯被認為具有藥用價值，可有效對抗神經痛、瘀傷、風濕病，並可作為利尿劑，因此該湯作為產後和病後的滋補菜餚在沖繩廣受歡迎。
琉球人亦有食用另一種叫「本哈布」（學名：Protobothrops flavoviridis，簡稱「哈布」的毒蛇。在當地，該蛇蛇肉主要會被用作唐揚料理，或是製成蛇酒。其中，哈布酒是一種將哈布浸泡在清酒中並提取部分成分製成的清酒（利口酒）。該酒以奄美大島和德之島的紅糖燒酒、沖繩的泡盛酒、鹿兒島的土豆燒酒、沖繩和德之島的朗姆酒等蒸餾酒為基酒。它是一種類似於中藥蛇酒的蛇酒，被認為是藥酒的一種。

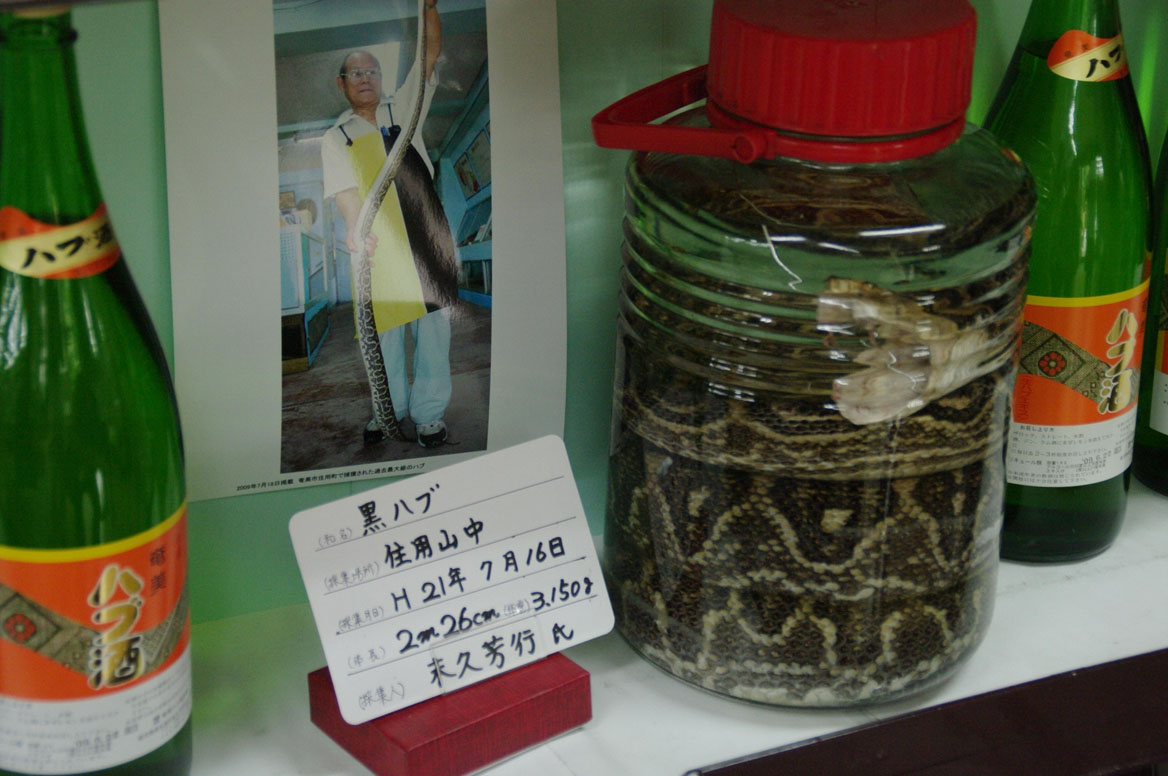
來自奄美大島的哈布清酒（奄美旅遊樞紐中心，2009 年 7 月）。該酒是由 2009 年 7 月 16 日捕獲的哈布蛇製成。
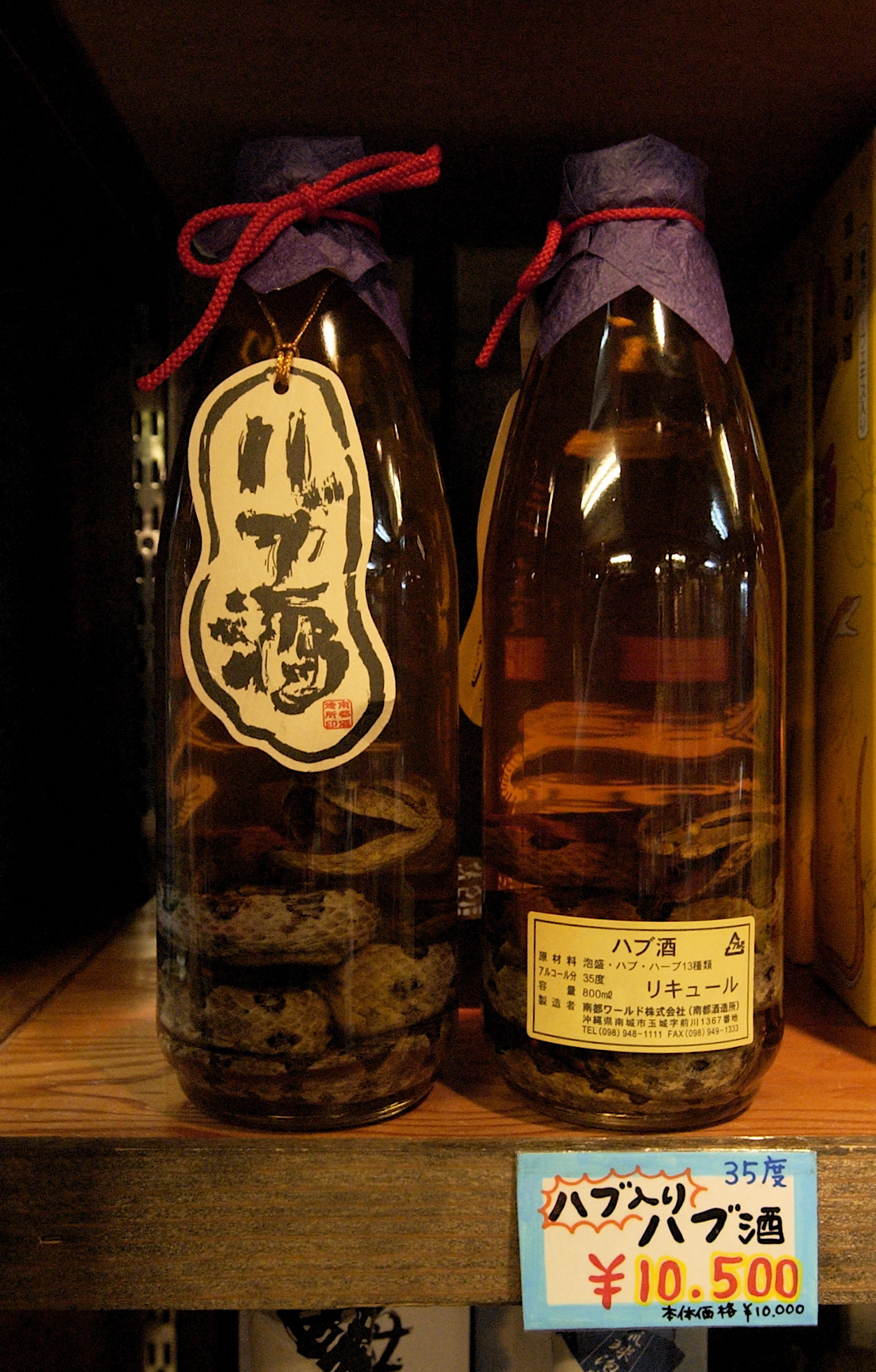
哈布酒（ハブ酒）

## 歐美
在歷史中，歐美的民眾只有在極端飢餓的情況下才會食用蛇。雖然如此，煮熟的響尾蛇肉是美國德克薩斯州常見的菜餚。

## 禁吃蛇肉
蛇是瑶族、畲族的守护神灵，所以瑶族、畲族禁止吃蛇肉。
道教教規規定信徒禁吃蛇肉。
此外，猶太教及伊斯蘭教亦禁止食用一切爬行動物，包括蛇肉。因此該兩宗教盛行的地區沒有吃蛇的習俗。